# Didymoglossum fontanum
Espèce
Didymoglossum fontanum est une espèce de fougères de la famille des Hyménophyllacées présente en Amérique du Sud. 
Synonyme : Trichomanes fontanum Lindm.

## Description

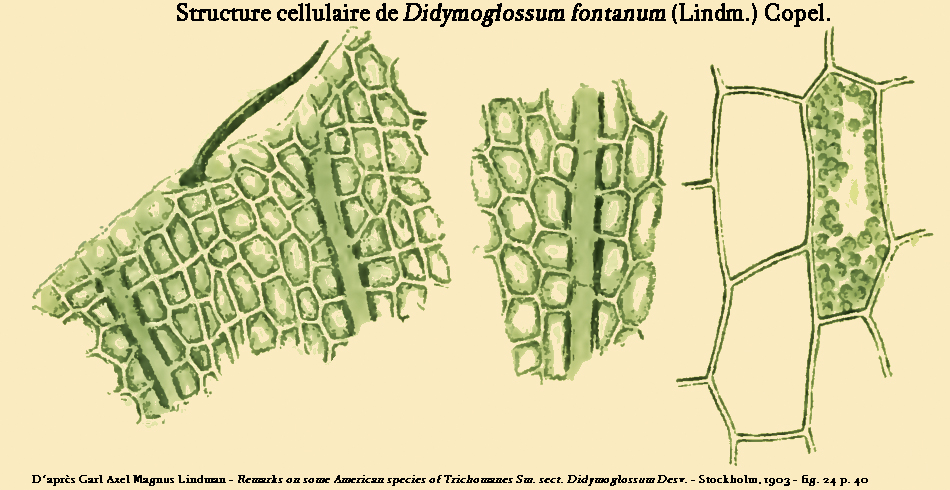
Structure cellulaire de Didymoglossum fontanum.

Didymoglossum fontanum est classé dans le sous-genre Didymoglossum.
Cette espèce a les caractéristiques suivantes :
- un long rhizome traçant, densément couvert de poils bruns à noirâtres et sans racines
- un limbe simple, entier ou irrégulièrement incisé ou lobé, elliptique à lancéolé dont les très petites dimensions - moins de 3 mm pour les frondes stériles, 6 mm pour les frondes fertiles - sont caractéristiques de l'espèce
- des fausses nervures parallèles aux vraies nervures mais sans de fausses nervures submarginales (caractéristique du sous-genre)
- une nervuration catadrome.
- généralement un unique sore par limbe pour les frondes fertiles
- une indusie tubulaire, aux lèvres dont les cellules sont distinctes des tissus du limbe, et dont la bordure est souvent foncée à noire.

## Distribution
Cette espèce, épiphyte ou terrestre, est présente en Amérique du Sud (Brésil).